# 鶴見神社 (横浜市)
鶴見神社（つるみじんじゃ）は、神奈川県横浜市鶴見区鶴見中央（旧・武蔵国橘樹郡鶴見村）に鎮座する神社。旧社格は村社。神紋は有職鶴（ゆうそくづる）。横浜・川崎間の最古の神社とされる。

## 概要

### 沿革・伝承
鶴見神社の創建は、推古天皇の時代（7世紀初め）と伝えられる。古くは杉山大明神（杉山神社）と称された。1920年（大正9年）に、社名を鶴見神社と改めた。
相殿の天王宮に伝わる「鶴見神社大神輿」は、横浜最古の神輿とされ、例年7月の天王祭には古式ゆかしく渡御する。この神輿は、約350年前に鶴見川の天王河原（現・潮見橋付近）に流れ着いたものと伝えられる。当時、少し上流にあった鎮守天王社（現在は川崎市幸区小倉の小倉神社）の祭礼のとき、鶴見川で神輿を洗った際に、誤って流してしまったものとされる。
社殿は、1753年（宝暦3年）に再建され、1853年（嘉永6年）には名主・佐久間権蔵が社殿を改築したという記録がある。1911年（明治44年）3月31日、火災のため社殿が全焼し、1915年（大正4年）11月に再建された。
境内地はかつて約5000坪に及び、鎌倉将軍・藤原頼経が1241年（仁治2年）に参詣した際に奉納したと伝えられる欅（前述の古木）や富士塚（境内の奥に現存）のほか、大きな神木が茂っていた。この神木に関して、一つの伝承がある。江戸時代のこと、その神木の中でも大きな檜が人々の信仰をあつめていた。あるとき、江戸の芝居小屋の棟木にするため、この檜の巨木を切り倒したところ、病人が出るなど奇怪なことが続いた。そこで、この檜を伐採した跡に、これに代わる木を植えたところ、鎮まったという。

## 祭神
当社の本殿は、杉山大明神と天王宮の二社相殿となっている。
- 杉山大明神 - 五十猛命を祀る。
- 天王宮 - 素盞嗚尊を祀る。

## 境内

### 境内末社

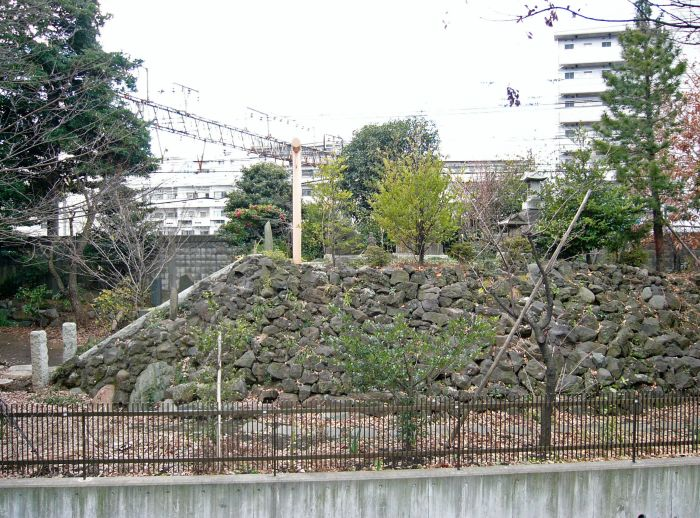
境内奥の富士塚（側面）

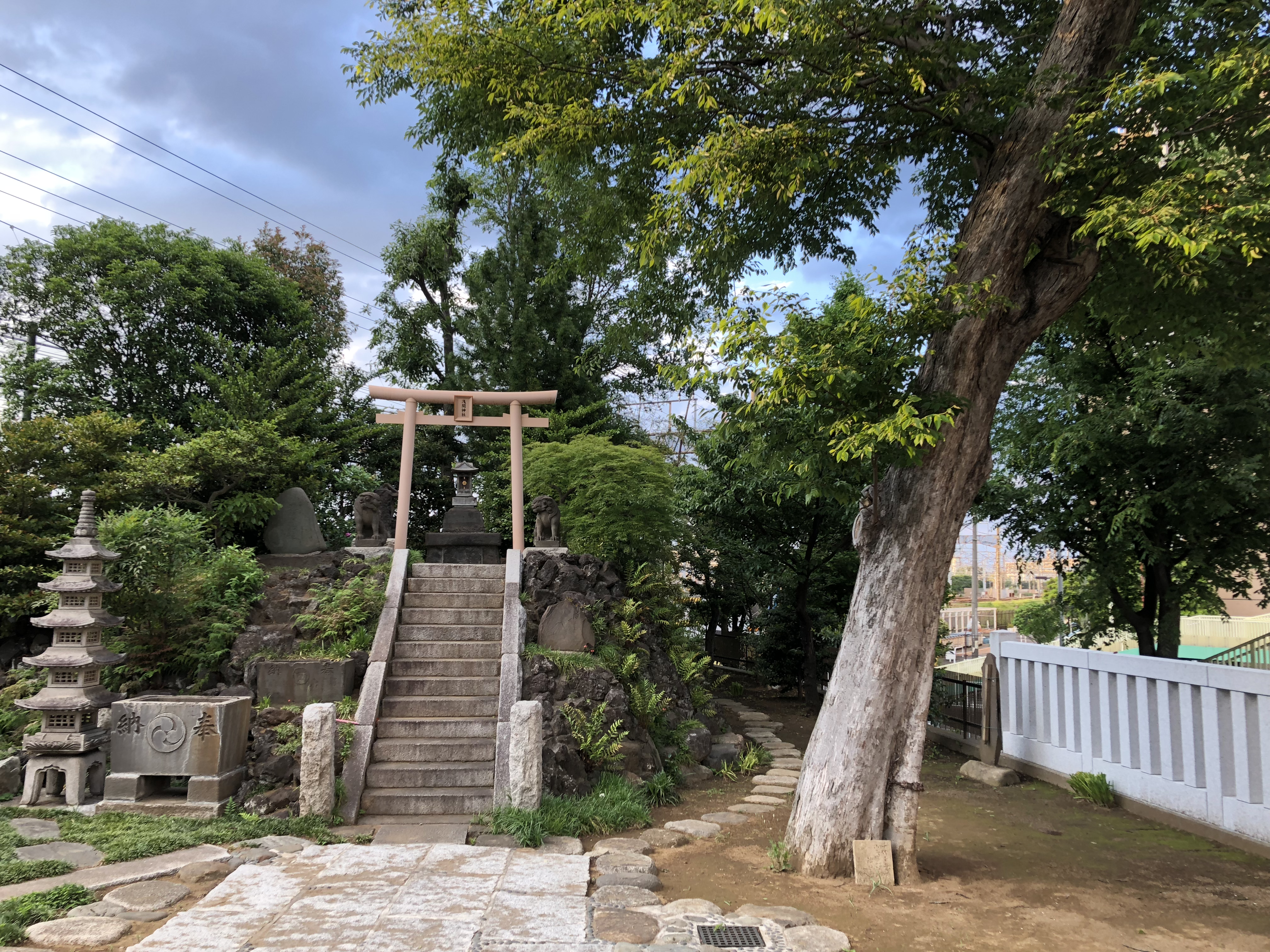
境内奥の富士塚（正面）

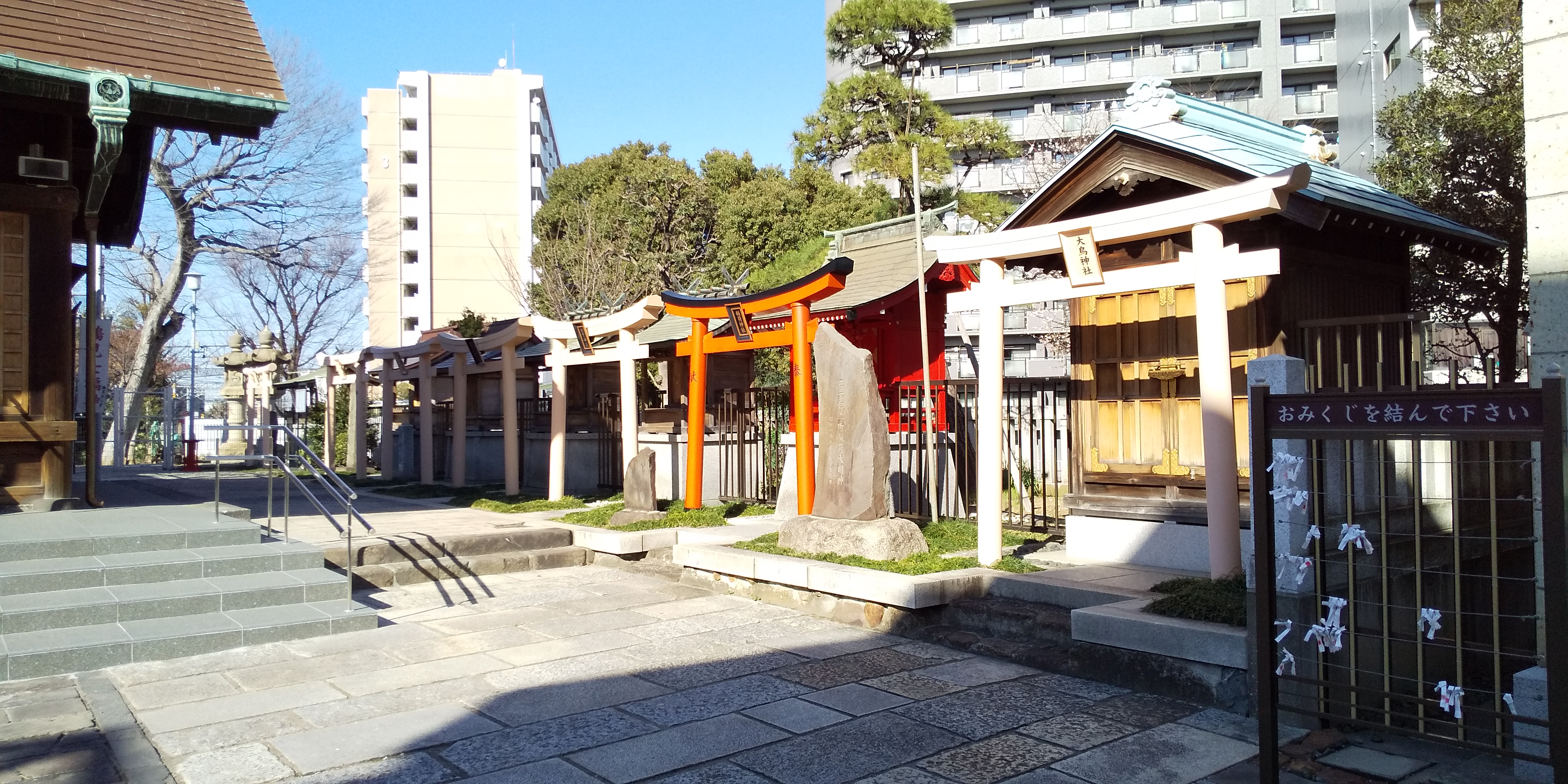
境内社

- 稲荷社(中町稲荷、上町稲荷、三家稲荷の3社） - 2月の午の日には初午祭が催行される。
- 富士浅間社 - 境内の奥、本殿裏に現存する富士塚の頂に鎮座する。
- 大鳥社 - 例年11月の酉の日には大鳥祭が催行され、熊手市が立つ。
- 関神社
- 秋葉社

## 文化財
- 寺尾稲荷道道標 - 1705年（寛永2年）に旧東海道の鶴見橋に立てられた寺尾稲荷への道標。鶴見図書館傍に設置されている道標は複製で、実物は当社境内に保存されている[1]。2006年（平成18年）11月1日に横浜市登録地域有形民俗文化財に登録された[2]。

- 鶴見神社境内貝塚 - 1962年（昭和37年）、境内の古木が倒れた際にその根元から弥生時代後期の弥生土器や古墳時代の土師器、鎌倉時代に至る祭祀遺跡が発見された[3]。これにより、創建伝承以前から祭祀の場となっていたことが確認された。また、2005年（平成17年）の施設構築時に貝層の中から弥生時代終末期〜古墳時代前期のものと思われる土器片が出土している。さらに2008年（平成20年）の発掘調査で境内から貝塚が発見されており、先の貝層とも関連が考えられるほか、今回発見された貝塚の周辺からも古墳時代前期の竪穴建物跡が確認されている[4]。2008年（平成20年）11月20日に横浜市指定史跡に指定された[2]。

- 鶴見の田祭り - 江戸時代の国学者・黒川春村が『杉山神社神寿歌釋』で考証し、鎌倉時代より伝えられた神事芸能田遊び（田祭り）の一つ[5]。1871年（明治4年）に絶えたが、1987年（昭和62年）に再興され、現在に至る。2017年（平成29年）11月2日に横浜市登録地域無形民俗文化財に登録された[2]。

## 杉山神社と鶴見神社
鶴見神社は、古来、杉山大明神（杉山神社）と称された。「杉山神社」と称する神社は、全国でも横浜市と川崎市、特に鶴見川流域にのみ散在鎮座し、数十社が現存する。この「杉山神社」は、武蔵国都筑郡内唯一の式内社だが、所収された神社の所在は確定していない。そのため、鶴見神社も「杉山神社」の論社の一つとされる。ただし、当地である鶴見区は都筑郡ではなく橘樹郡に属していた。
- 『続日本後紀』の第7巻、承和5年（838年）2月庚戌の条
「武藏國都筑郡枌山神社預之官幣。以靈驗也。」
- 同、承和15年（848年、嘉祥元年）5月庚辰の条
「奉授武藏國无位枌山名神從五位下。」
- 『延喜式神名帳』
「都筑郡一座　小　杉山神社」
- 『神道集』
「六宮ヲ椙山ノ大明神ト申ス。本地ハ大聖不動明王、是也。」

※「枌」「椙」は、いずれも「杉」の異体字。

### 杉山神社の論社
- 杉山神社 - 横浜市緑区西八朔町字宮前208 （※有力論社、武蔵国六宮としてくらやみ祭りに参列）
- 杉山神社 - 横浜市都筑区茅ケ崎中央57-18 （※有力論社）
- 杉山神社 - 横浜市都筑区中川六丁目1-1 （※有力論社、大棚杉山神社とも）
- 杉山神社 - 横浜市港北区新吉田町字杉山4509 （※有力論社）
- 杉山神社 - 横浜市西区中央一丁目13-1 （※戸部杉山神社とも）
- 杉山神社 - 横浜市保土ケ谷区川島町字向台896
- 杉山神社 - 横浜市保土ケ谷区星川一丁目19-1

※港北区岸根町、西区中央一丁目、保土ケ谷区星川一丁目の各地については当地と同様に都筑郡ではなく、橘樹郡（岸根と星川）および久良岐郡（西区中央）に属していた。

## 交通アクセス
- JR鶴見駅東口から徒歩8分。
- 横浜市営バス・川崎鶴見臨港バス鶴見神社前バス停から徒歩3分。